# ガブリエーレ・ダッラ・ベルナルディーナ
ガブリエーレ・ダッラ・ベルナルディーナ（Gabriele Dalla Bernardina、1999年1月11日 - ）は、イタリア・ティエーネ出身のプロサッカー選手。オルビア所属。ポジションは、ディフェンダー（センターバック）。

## クラブ歴
2018年12月4日、コッパ・イタリアのベネヴェント・カルチョ戦の57分にルカ・ギリンゲッリとの交代出場でプロデビューを果たした。
2019年1月31日、オルビアにローン移籍で加入。
2019年7月12日、オルビアに完全移籍となった。